# Cleverbot
Cleverbot (англ. розумний бот) — є вебзастосунком що використовує алгоритм штучного інтелекту для проведення бесід з людьми англійською мовою. Був створений у 1988 році британським вченим по штучному інтелекту Ролло Карпентером (англ. Rollo Carpenter), який також створив «Jabberwacky», аналогічний вебдодаток. У перше десятиліття свого існування, Cleverbot провів кілька тисяч бесід з Карпентером і його соратниками. З моменту старту в Інтернеті в 1997 році число розмов перевищило 65 млн.
На противагу іншим розмовним ботам, відповіді Cleverbot не є суто запрограмованими. Штучний інтелект оперує словами що були вписані людьми в попередніх бесідах. Люди пишуть в рядок під логотипом Cleverbot і система знаходить всі ключові слова або точну фразу відповідних вхідних і після пошуку через її фонд розмов попередніх балачок, реагує на введення, знаходячи як люди відповідали в минулому. Комерційна версія Cleverbot працює на рівні більше тисячі запитів на сервер за одиницю часу. Завдяки добрій організації штучного інтелекту, збільшилась швидкість і якість відповідей.
Cleverbot взяв участь разом з людьми у формальному тесті Тюринга у 2011 Techniche фестиваль в Індійському технологічному інституті Гувахаті 3 вересня 2011 року. З 1334 голосів Cleverbot отримав понад 50% визнань що він людина. Оцінка в розмірі 50% або більше часто вважається прохід тест Тюринга. 